# Anthony Winter
Anthony William "Nick" Winter (25. srpna 1894 Brocklesby – 6. května 1955 Pagewood) byl australský atlet, olympijský vítěz v trojskoku.
Zvítězil v olympijském finále trojskokanů v Paříži v roce 1924 ve světovém rekordu 15,525 m, který vydržel více než sedm let. Na další olympiádě v Amsterdamu v roce 1928 nepostoupil z kvalifikace trojskokanů do finále.